# Zillions of Games
Zillions of Games é uma plataforma de software para Windows voltada à implementação de versões para computador de jogos de informação perfeita.  Tem uma versão registrada e outra gratuita, diferindo apenas por um código de desbloqueio.
A versão gratuita já vem com uma série de jogos, inclusive de Xadrez, jogos das famílias Mancala e Tafl e Senet.